# 穆里略埃尔弗鲁托
穆里略埃尔弗鲁托（西班牙語：Murillo el Fruto）是西班牙纳瓦拉的一个市镇。总面积34平方公里，总人口740人（2001年），人口密度22人/平方公里。